# Harry Blume
Harry Blume (* 15. Februar 1924 in Leipzig; † 17. März 1992 ebenda) war ein deutscher Maler, Grafiker und Hochschullehrer.

## Leben

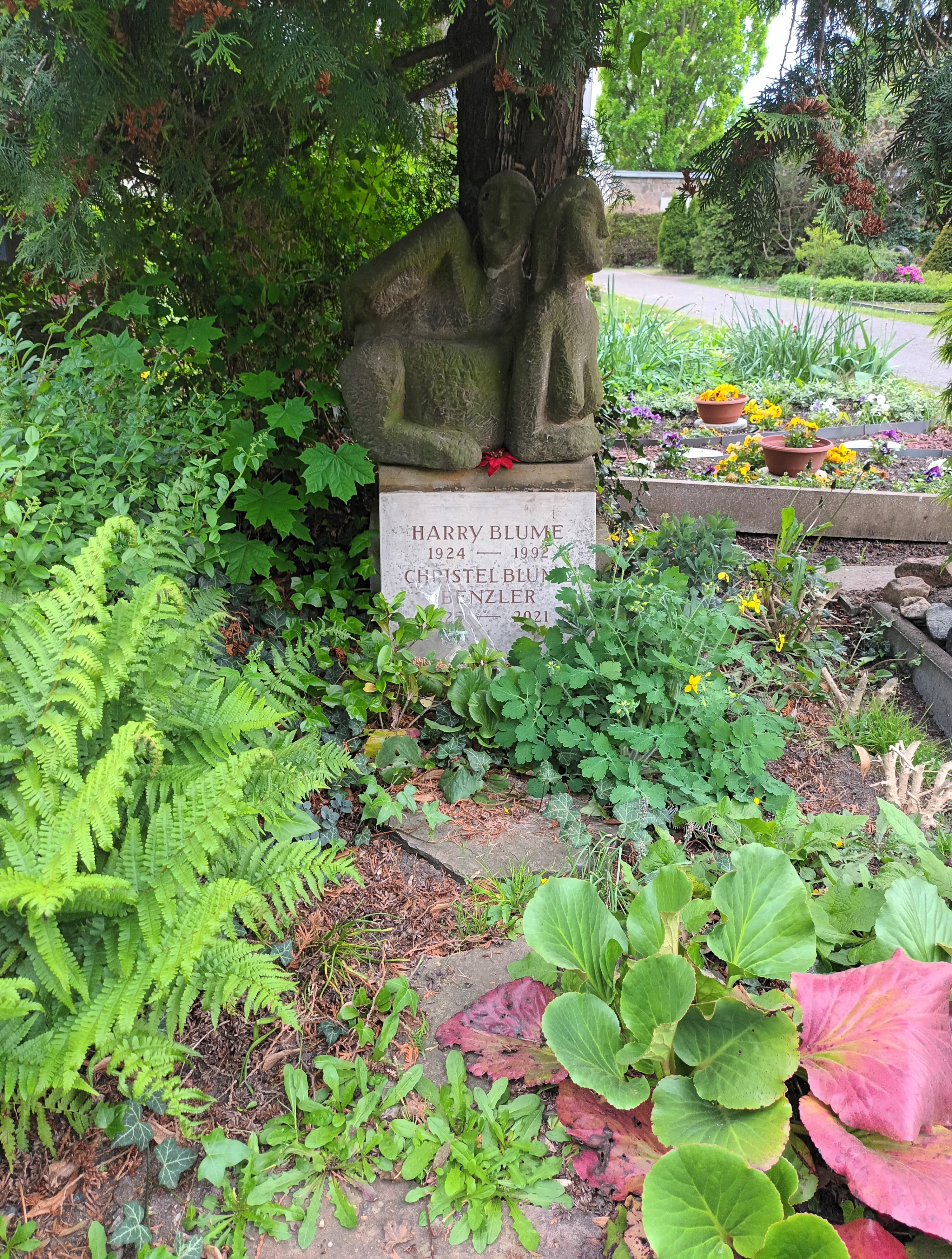
Grabstätte Ehepaar Blume

Harry Blume machte von 1938 bis 1941 eine Schriftsetzerlehre und besuchte den Abendkurs von Alois Kolb an der Akademie für graphische Künste und Buchgewerbe Leipzig. Es folgten Kriegsdienst und sowjetischer Gefangenschaft (1942–1945). Ab 1947 gehörte Harry Blume zu den ersten Studenten der Hochschule für Grafik und Buchkunst Leipzig. Er studierte Malerei bei Ernst Hassebrauk, Typografie bei Oskar Zech und Bildhauerei bei Walter Arnold. 1951 wurde Harry Blume zum Aufbaustudium an das Repin-Institut in Leningrad (heute Sankt Petersburg) delegiert. 1956 brach er das Studium ab und kehrte nach Leipzig zurück.
Hier unterrichtete Harry Blume ab 1958 als Lehrbeauftragter am Institut für Kunstpädagogik der Universität Leipzig. Entsprechend der kulturpolitischen Forderung an die Künstler, zur künstlerischen Arbeit „an die Basis“ zu gehen, arbeitete er 1959 mit Günter Albert Schulz auf der Maschinen-Traktoren-Station Ehrenberg. Von 1961 bis 1989 war Blume Dozent und anschließend bis 1992 im Lehrauftrag an der Hochschule für Grafik und Buchkunst. In enger Zusammenarbeit mit Hans Mayer-Foreyt und Bernhard Heisig entwickelte er eine fachbezogene Grundlehre für das Studium der Malerei. Am bekanntesten wurde sein Gruppenporträt Leipziger Künstler von 1961, auf dem Heisig, Werner Tübke, Mayer-Foreyt, Heinrich Witz und Blume dargestellt sind. Neben Auftragswerken entstanden kontinuierlich seine farbstarken Aquarelle mit Landschaften, Stadtansichten und Stillleben.
Blume war bis 1990 Mitglied des Verbandes Bildender Künstler der DDR. Er hatte in der DDR eine bedeutende Zahl von Einzelausstellungen und Ausstellungsbeteiligungen, u. a. von 1958 bis 1983 in Dresden von der Vierten Deutschen Kunstausstellung bis zur IX, Kunstausstellung der DDR. Werke befinden sich u. a. im Museum der bildenden Künste Leipzig, im Lindenau-Museum Altenburg/Thür. und im Otto-Dix-Haus Gera.
Blume war verheiratet mit der Leipziger Malerin und Grafikerin Christel Blume-Benzler. Seine Grabstätte befindet sich auf dem Friedhof Leipzig-Connewitz.

## Werke (Auswahl)
- Gruppenporträt Leipziger Künstler  (Öl, 1961, Museum der bildenden Künste Leipzig)[2]

- Nationalpreisträger Franz Konwitwschny (Öl, um 1962)[3]
- Am Napoleonstein (Aquarell, 38 × 37 cm, 1977)[4]

## Weblink
- https://www.bildindex.de/ete?action=queryupdate&desc=Harry%20Blume&index=pic-all

- Leipziger Schule. In: Lexikon. Ketterer Kunst.